# Kętrzyński III
Kętrzyński III (Kantrzinski, Kantrzyński, Kętrzyński, Junosza odmienny) – kaszubski herb szlachecki, według Przemysława Pragerta odmiana herbu Junosza.

## Opis herbu
Opis z wykorzystaniem zasad blazonowania, zaproponowanych przez Alfreda Znamierowskiego:
W polu czerwonym baran srebrny, wspięty. Klejnot: nad hełmem bez korony półksiężyc z twarzą złoty, nad którym trzy takież gwiazdy (1 i 2). Labry: czerwone, podbite srebrem.

## Najwcześniejsze wzmianki
Herb z pieczęci J. R. von Kantrzinski z 1748, wymieniony w herbarzach Ostrowskiego (Księga herbowa rodów polskich, jako Kętrzyński bez numeratora, pod tą też nazwą znany w polskich herbarzach), Żernickiego (Der polnische Adel) oraz w Nowym Siebmacherze.

## Rodzina Kętrzyńskich
Herbu takiego używali Kętrzyńscy z gałęzi osiadłej w Prusach Wschodnich, z której jakiś J. R., wojskowy pruski, użył w 1748 pieczęci z tym herbem. Być może, jeżeli wzmianka o nim nie jest pomyłką heraldyków, należał on do kolejnej, niespokrewnionej z Kętrzyńskimi herbu Cietrzew rodziny osiadłej w Kętrzynie.

## Herbowni
Kętrzyński (Kantrzinski, Kantrzyński), być może także z przydomkiem Wulf.